# Jacques Thomet
Jacques Thomet est un journaliste et essayiste français, né le 8 septembre 1946 à Vesoul (Haute-Saône), ancien rédacteur en chef à l'AFP. 

## Biographie
Jacques Thomet effectue ses études à Besançon. Licencié en histoire, il est reçu au Centre de formation des journalistes à Paris en 1970, et paie sa scolarité en distribuant la presse à l'ORTF.
Il commence sa carrière, en 1974, au Provençal, à Manosque (Alpes-de-Haute-Provence) puis à l'AFP la même année. Il y passe trente-trois ans, d'abord à Nice, puis à la Havane, Paris (rédacteur en chef-adjoint), Rio de Janeiro, Washington DC (directeur commercial), Paris (desk France), Bogota (pour la Colombie, le Venezuela, l'Équateur et les Caraïbes), et Paris (desk grande nuit) pour terminer en tant que rédacteur en chef. En 1984, il est détenu une journée à La Paz en Bolivie pour une dépêche sur la drogue. Il est candidat en 1996 à la présidence de l'AFP, mais c'est Jean Miot qui est finalement retenu. Il prend sa préretraite en 2006.
Il a publié plusieurs livres sur l'affaire Íngrid Betancourt et sur l'affaire d'Outreau, à charge contre les acquittés,. Son livre Retour à Outreau est édité par le militant d’extrême droite Alain Soral qui le présente comme une dénonciation de « la pédocriminalité d'élite satanique », mais l'auteur prend soin de se démarquer des orientations politiques de son éditeur.

## Essais
- Ingrid Betancourt : histoire de cœur ou raison d'État ?, Hugo Doc, 2006, 221 p. (OCLC 420915588).
- AFP, 1957-2007 : les soldats de l'information, Paris, Hugo doc, 2007, 463 p. (OCLC 176929220).
- Les Secrets de l'opération Betancourt, Paris, éditions Fayard, 2008, 290 p. (OCLC 269436927).
- Retour à Outreau - Contre-enquête sur une manipulation pédocriminelle, Saint-Denis, Kontre Kulture, 2013, 334 p. (OCLC 858216130).
- La Pédocratie à la française : La chute des intouchables, éditions Fabert, 2021, 160 p.